# サワーンワッタナー
サワーンワッタナー（ラーオ語: ພຣະບາທສົມເດັຈພຣະເຈົ້າມະຫາຊີວິຕສີສວ່າງວັດທະນາ、ラテン文字転写: Savang Vatthana、 1907年11月3日 - 1978年5月13日?）は、最後のラオス国王（在位：1959年 - 1975年）。

## 生涯
シーサワーンウォン国王の息子としてルアンパバーンで生まれ、1959年10月に父王の崩御に伴い即位したが、当時のラオスは左派・右派に分かれての内戦の最中であり、国内情勢が緊迫化していたため、正式な戴冠式は行われなかった。
1970年 EXPO'70（大阪万博）にラオスはラオス館を出展。1971年その時の建物をサワーンワッタナーが、日本の民間団体、中観会に寄贈した物を諏訪市霧ケ峰に移築し、全戦没者の慰霊と世界平和を祈願する無宗派の寺院、「国際霊廟中観山同願院昭和寺」を建立、同じく万博に日本から出展された彫刻家矢崎虎夫の「平和観音像」を安置した。
その後、ラオス全土を掌握した左派のラオス愛国戦線（パテート・ラーオ）は、1975年12月2日に開いた全国人民代表会議で王制の廃止とラオス人民民主共和国の成立を決議した。退位を促されたワッタナー国王は、国外脱出した王族の身の安全を保障することを条件としてこれに応じ、ここに600年続いたラオスの王制は終焉を迎えたのである。
退位後のワッタナー前国王はそのままルアンパバーンの王宮に留まり、新政府では大統領顧問（新政府の初代大統領に就任したのは王族出身のスパーヌウォンだった。）に就任したが、1977年にカムプイ前王妃、ウォンサワーン前王太子と共に身柄を拘束され、ラオス北部ヴィエンサイの再教育キャンプに収容された。これは反体制勢力がワッタナー前国王を擁立して政権転覆を図っているとの情報があったためと言われている。前国王は1978年頃に極度の栄養失調のため死去したと言われているが、ラオス国内でこのことを話題にするのはタブー視されているという。